# 일리노이 대학교 시카고
일리노이 대학교 시카고(영어: University of Illinois at Chicago, 줄여서 UIC)은 미국 일리노이주 시카고 시에 있는 공립대학교(주립대학교)로 일리노이 대학교 중 한 캠퍼스이며 시카고 근방에서는 가장 큰 대학교이다. 15개의 단과대학과 함께 약 28,000명의 학생이 재학 중이며, 미국에서 가장 큰 의과대학을 가지고 있다. 2021년 세계 대학교랭킹인 QS World Ranking에서 256위, 2022 미국 순위 QS national ranking에서 36위에 올랐다. U.S. News & World Report에서는 2023년 National University 학부 순위 97등에 올랐으며 주립대 순위에서는 42등에 올랐다. QS world ranking 설립 100년 대학랭킹에서는 세계 11위 미국 3위에 올랐다.

## 역사
일리노이대 시카고는 1859년 약대의 시작으로 1882년 수술학과, 1891년 치대등 의과대학으로 시작하였다. 세계 2차대전이 끝난후 1945년 일리노이 상원의원의 시카고의 대학을 위한 구제책으로 일리노이대학 시카고가 세워졌다. "항구위의 하버드"라는 설립목적으로 지금의 시카고의 관광지 네이비피어에 설립되었다. 더 큰 캠퍼스를 원했던 학생들과 상원의원 Daley의 노력에 의해 1951년에 현재의 시카고 캠퍼스 준공허가를 받게 되었다.

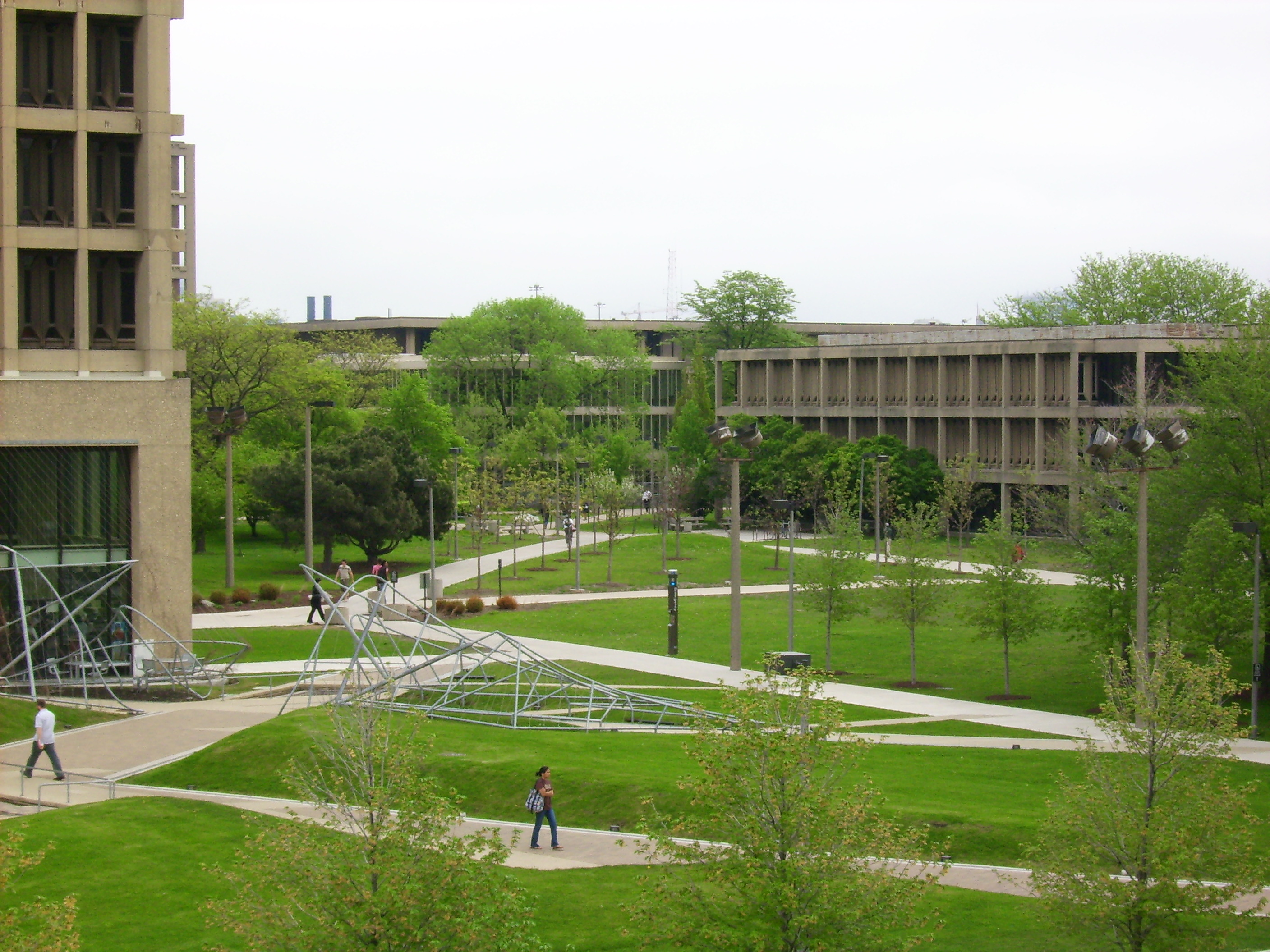
East Campus in Spring
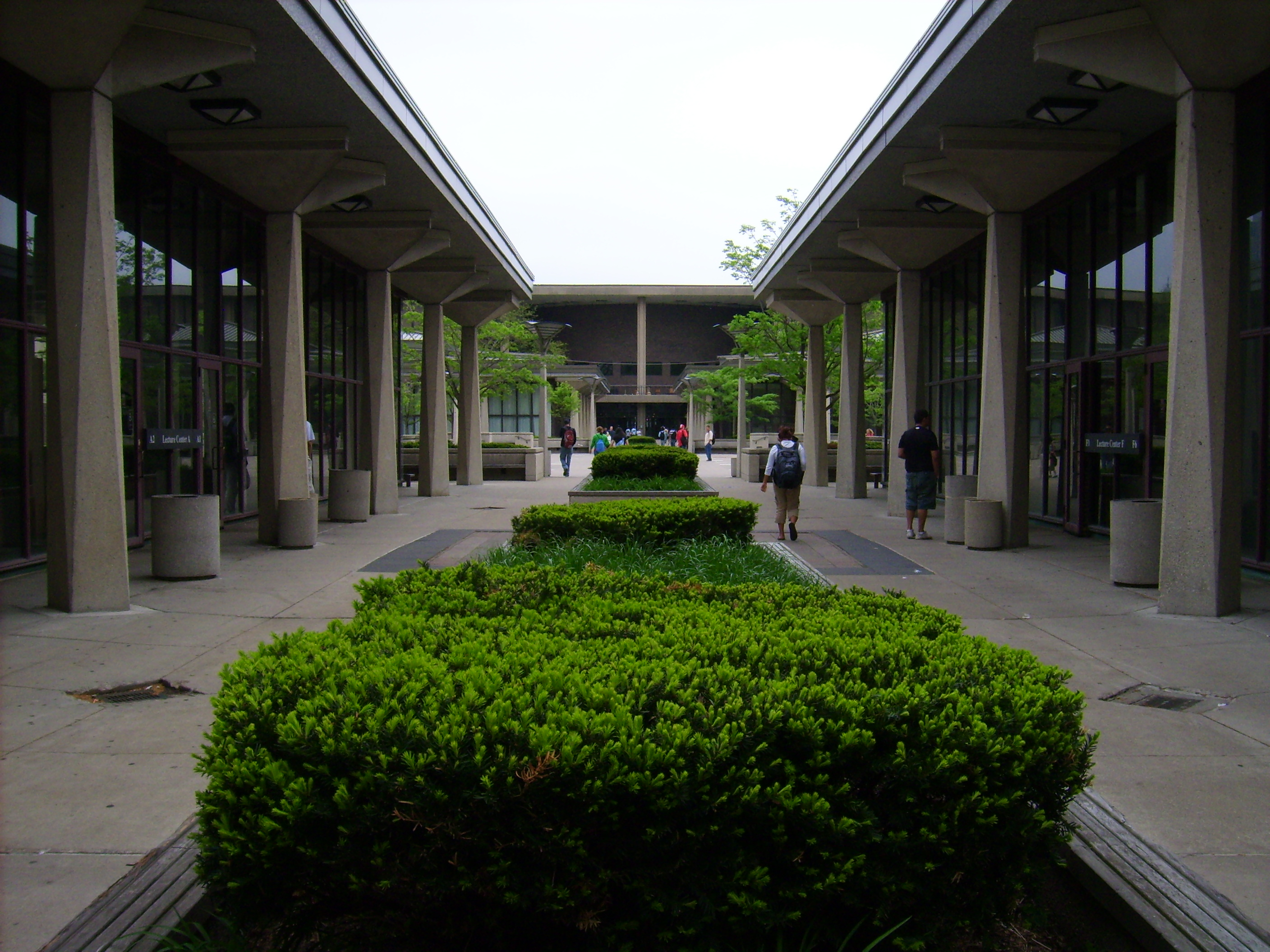
Alley facing Student Center East
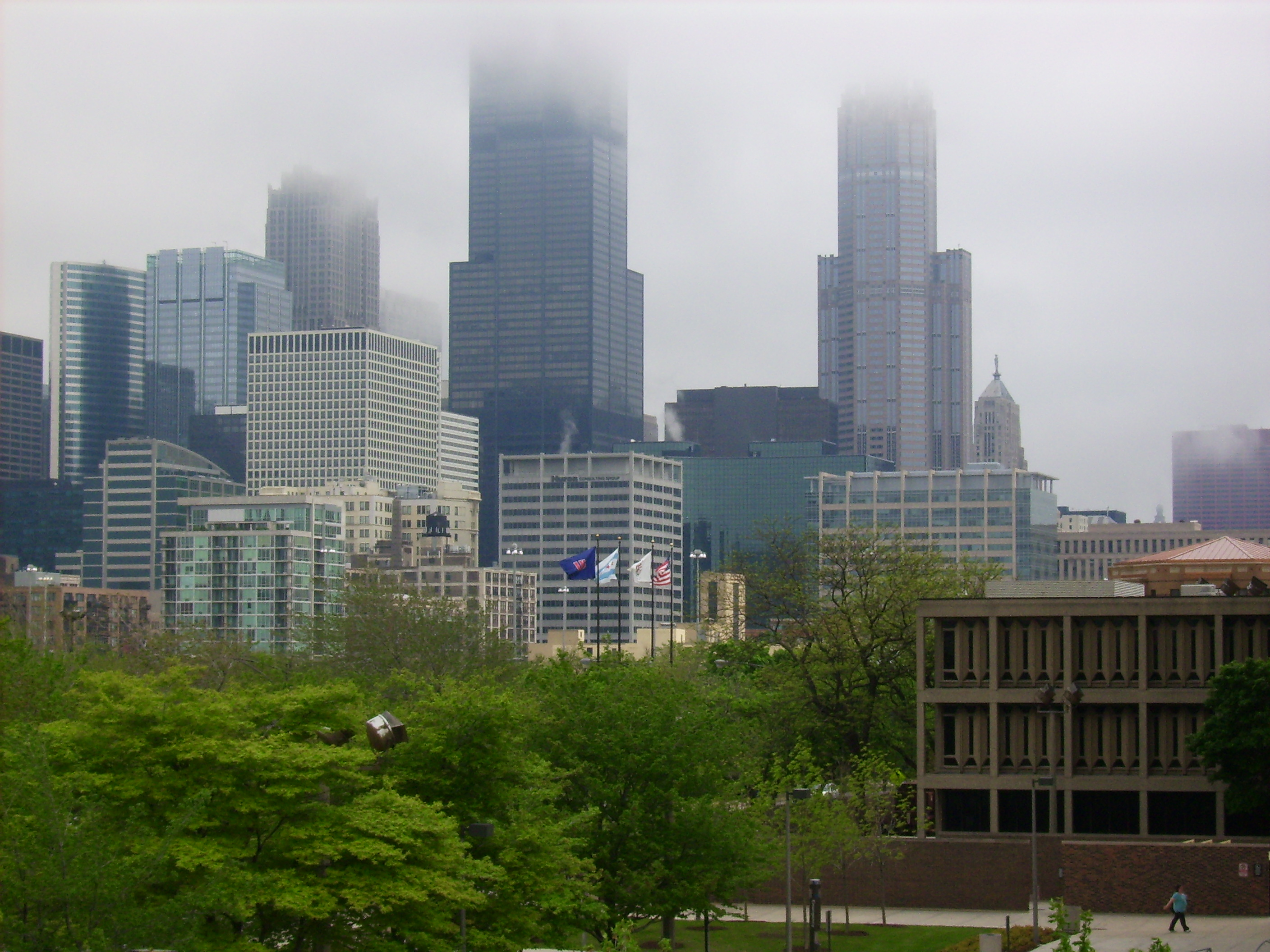
View from BSB terrace of downtown shrouded in fog
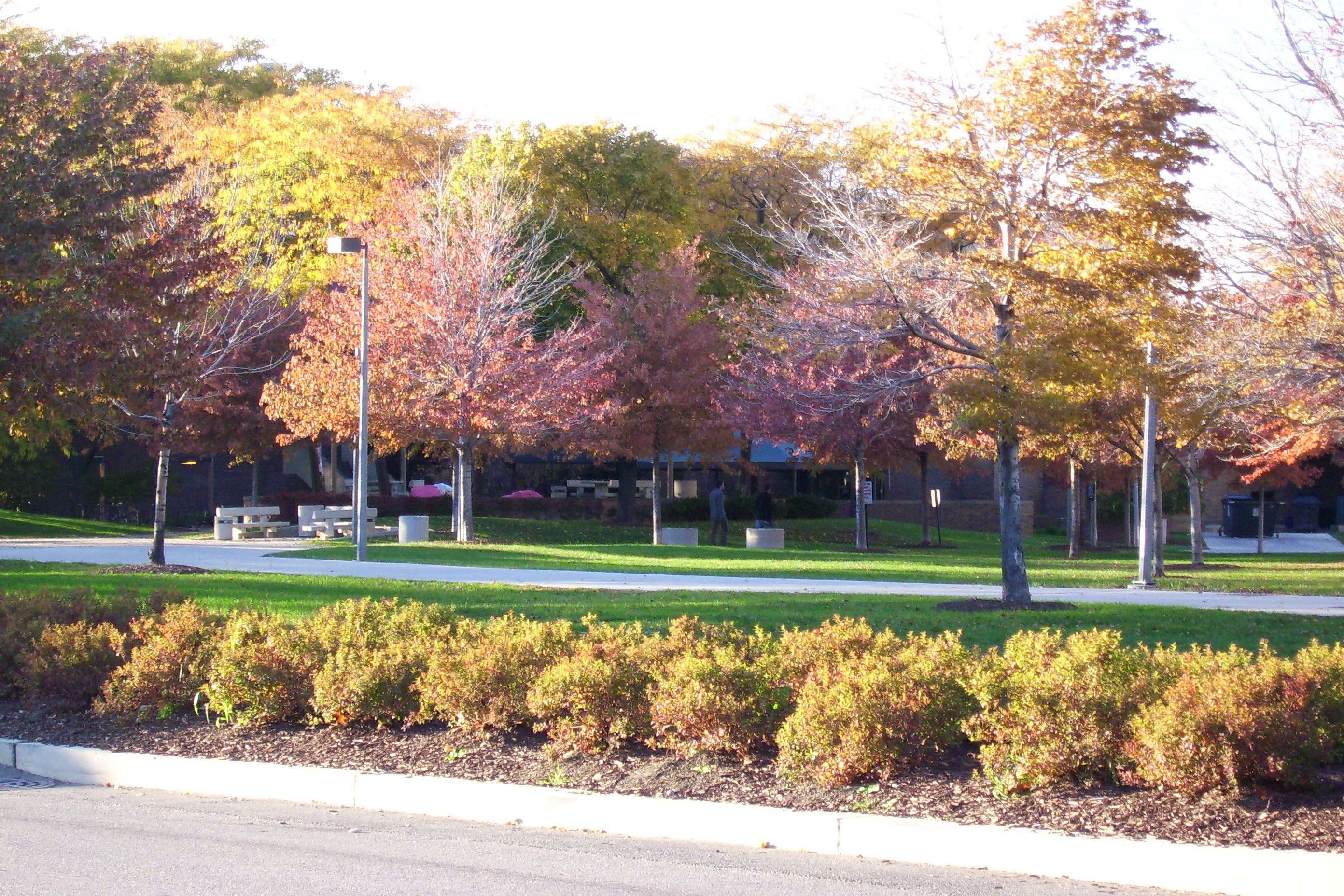
Fall at UIC

## 교육

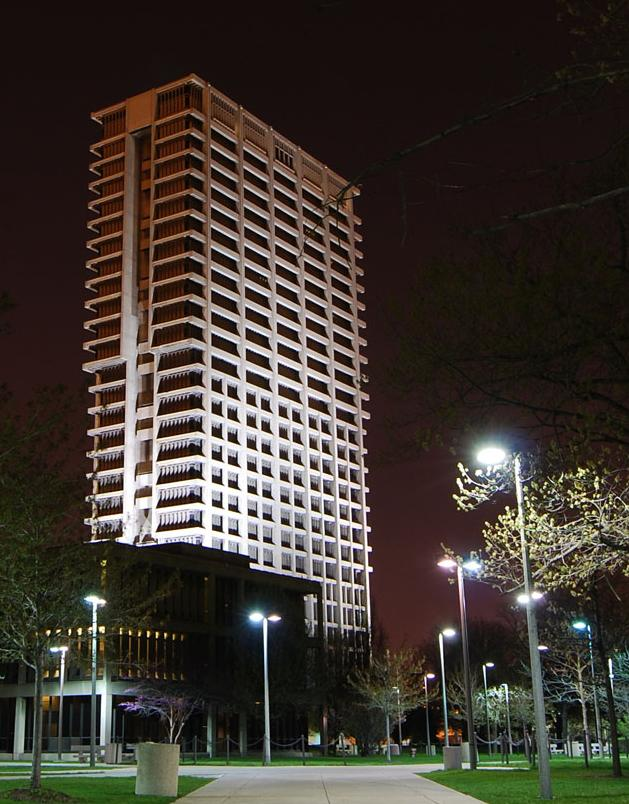
University Hall, located on UIC's East Campus

10중 1명의 시카고안들이 UIC 동문이다. 대략 8명중 1명의 일리노이주내의 의사가 UIC 의대출신(미최대 의대)이다. 3명중 1명의 일리노이 약사들이 UIC 약대 출신이며 일리노이주의 치과의사들중 반이 UIC 치대를 나왔다.

### 조직
74개의 학사학위 77개의 석사학위 60개의 박사학위를
14개의 단과대학과, 추가적으로 학부생과 대학원생들을 위한 특화된 장학생과에서 제공한다 :
- University of Illinois at Chicago College of Applied Health Sciences|College of Applied Health Sciences
- University of Illinois at Chicago College of Architecture and the Arts|College of Architecture and the Arts
- University of Illinois at Chicago College of Business Administration|College of Business Administration
- University of Illinois College of Dentistry|College of Dentistry
- University of Illinois at Chicago College of Education|College of Education
- University of Illinois at Chicago College of Engineering|College of Engineering
- University of Illinois at Chicago College of Liberal Arts and Sciences|College of Liberal Arts and Sciences
- University of Illinois College of Medicine|College of Medicine
- University of Illinois at Chicago College of Nursing|College of Nursing
- UIC College of Pharmacy|College of Pharmacy
- University of Illinois at Chicago College of Public Health|College of Public Health
- Jane Addams College of Social Work
- University of Illinois at Chicago College of Urban Planning and Public Affairs|College of Urban Planning and Public Affairs

#### 랭킹
세계랭킹 QS world ranking에서 256위, 미국내랭킹 QS national ranking에서 43위에 올라있다. U.S. News & World Report에서는 97위에 올라있다. 유수의 학교들에 비해 신생학교격인 일리노이 대학교 시카고는 학교랭킹의 직접적인 영향을 주는 동문기부에서 상대적으로 높은 점수를 받지못해 통합랭킹이 학문랭킹에 비해 크게 저평가되고 있었지만 이번 QS world ranking 설립 100년 이하 대학랭킹에서는 세계 11위, 미국 3위에 올랐다.

#### 과별 랭킹
2008년 Institute of Higher Education in Shanghai에서 사회과학부분 51위에 올랐으며 생명공학과 의과부분 76위에 올랐다.
대부분의 대학원프로그램들이 US News & World Report 탑 50위에 올라있으며:, 범죄학(19), 교육학(50), 영문학(41), 순수미술(37), 역사(36), 수학과 (36), 간호학과(7), 멘탈치료학 (4), 약대 (9), 물리치료학 (15), 사회학과 (41), 사회정치학과 (13), 사회복지 (22), 사회학과 (41)에 올라있다. 컴퓨터전자공학과는 칼텍과 함께 공동 34위에 올라있다.
미국 700개의 대학으로 한 The Princeton Review 와 Entrepreneur magazine 평가에 따르면 기업경영학과 9위(학부), 12위(대학원)에 올라있다. US News & World Report 학부랭킹에 따르면 경영학과 58위, 공대가 57위에 올라있다. 금융학과는 19위(대학원), 17위(학부) 그리고 회계학과가 미국 17위에 올라있다. US News & World Report 에따르면 300개의 대학원중 part-time UIC Liataud MBA는 24위에 올라있다. 2010 Princeton Review에 따르면 700개의 대학중 게임디자인과가 탑 50위에 올라있다.